# ステアリング・アット・ザ・サン
「ステアリング・アット・ザ・サン」（Staring at the Sun)は、U2の1997年アルバム『Pop』に収録されている曲で、シングルカットされた。

## 概要
90年代初期、U2に次いでダブリン2番目のバンドと呼ばれていたSomething Happensが1990年に発表したアルバム「Stuck together with God's glue」のタイトルからインスピレーションを受けた曲で、このタイトルは歌詞にも借用されている。
レコーディング中からリードシングルの候補に挙がっており、ットを期待されてアルバムからの2ndシングルとしてカットされたが、そうはならず、落胆したポール・マクギネスはエッジの妻モーリー・スタインバーグが撮ったPVのせいにした。
2005年に発表され、UKでシルバーディスク、USでゴールドディスクに輝くなど大ヒットしたGollirazの「Feel Good Inc」は、1:05～からの部分が、この曲に類似しているとあちこちから指摘されていることからしても、ヒット曲になる要素はあったと思われる。Popmartツアー当初はバンド演奏だったものの、すぐに小ステージのアコギ演奏に切り替えられたことからしても、バンドとしてもアルバムのアレンジがしっくり来ていなかったのだろう。
シングルは2種類リリースされ、B面に多数のリミックスが収録されているが、後にシングルカットされた「Please」「Last Night on Earth」「If God Will Send His Angels」と違い、シングルカットの際、再レコーディングされていない。
『The Best of 1990-2000』にはMike Hedgesによるニューミックスが収録されている

## 収録曲

### Version 1 CD（日本盤）
1. Staring at the Sun
2. North and South of the River
3. Your Blue Room

### Version 2 CD（UK盤）
1. Monster Truck Mix
2. Sad Bastards Mix
3. North and South of the River
4. Lab Rat Mix

### Version 3 Vinyl（USA盤）
1. Staring at the Sun
2. Staring at the Sun and North and South of the River

## PV

### Miami Version
- 監督：モーリー・スタインバーグ
- プロデューサー：ネッド・オハンロン
- 編集：スティーブン・オコンネル
- ロケ地：マイアミ
- 撮影日：1996年5月
- リリース日：1997年6月

マイアミで休暇中にエッジの当時の恋人・モーリー・スタインバーグが撮影したもの。
- 監督：ジェイク・スコット
- プロデューサー：エレン・ジャコブソン
- ポスト・プロダクション：The Mill
- 編集：ジム・ウィードン
- 撮影監督：サルバトーレ・トティーノ
- ロケ地：Paris Studios（ニューヨーク）
- 日時：1997年3月

ジェイク・スコットはリドリー・スコットの息子。PVには『エイリアン」で使った特殊効果も使っているとのこと。ジェイクはボノとエッジが曲を書いた映画『ゴールデンアイ』の主題歌「Golden Eye」、ボノも参加したArtists Against AIDSの「What's Going On」のPVの監督もしている。

## ライブ
Popmartの幕開けとなるラスベガス公演ではバンド演奏で披露されたが、演奏ミスするという失態を犯し、その後は小ステージでのアコギ演奏に切り替えられた。Elevationツアーでも同じようにアコギで演奏された。なおElevationツアーのすべてのライブで演奏された唯一の『Pop』からの曲である。その後、しばらくセトリから消えていたが、エクスペリエンス・アンド・イノセンス・ツアーで久しぶりにお目見えした。

## アウトアピアランス
- WBCN Naked Disc (1997) - 『Boy』がリリースされる前からU2を応援していたボストンのDJ・カーター・アレンが監修を務めたWBCNというボストンのラジオ局で流された曲を収録したコンピ。U2は「Staring at the Sun (Live from Rotterdam, July 18, 1997 - WBCN Intro)」を提供。未発表曲が収録されているとう触れ込みだったが、U2が提供したこの曲はEPの『Popheart』に収録されている。が、曲の最初にボノがダブリン北部の海岸を歩きながらハンディカメラで録音したラジオ局へ向けたバースデーメッセージが収録されている。
- Now 37 (1997) - Nowシリーズ。

## リミックス
- Monster Truck Mix (1997)

by Sonic Morticians (「Staring at the Sun」『Artificial Horizon』 収録)
- Sad Bastards Mix (1997)

by Flood (「Staring at the Sun」 収録)
- Lab Rat Mix(1997)

by Sonic Morticians (「Staring at the Sun」 収録)
- Brothers In Rhythm Ambient Mix (2010)

by Brothers In Rhythm (『Artificial Horizon』収録)

## North and South of the River
B面には「North and South of the River」が収録されている。
→「North and South of the River」

## 評価
- 1997年ホットプレス年間ベストシングル第10位[5]
- 1997年ホットプレス年間ベストアイリッシュシングル第2位
- 1997年les inrockuptibles（フランス）年間ベストシングル[6]
- 1997年スタジオ・ブリュッセル（ベルギー）年間ベストシングル第19位[7]